# Balanelgambiet
Het Balanelgambiet is bij het schaken een variant in de schaakopening Weens.
Het gambiet heeft de beginzetten: 1.e4 e5 2.Lc4 Pf6 3.Pc3 Pxe4.
Eco-code C27.